# Resistência civil
A resistência civil é a ação política que se baseia no uso da resistência não-violenta por pessoas comuns para desafiar um determinado poder, força, política ou regime. A resistência civil opera por meio de apelos ao adversário, pressão e coerção: pode envolver tentativas sistemáticas de minar ou expor as fontes de poder do adversário (ou pilares de apoio, como policiais, militares, clero, elite empresarial, etc.). As formas de ação incluem manifestações, vigílias e petições; greves, abrandamentos, boicotes e movimentos de emigração; e ocupações, programas construtivos e a criação de instituições paralelas de governo.
As motivações de alguns movimentos de resistência civil para evitar a violência geralmente estão relacionadas ao contexto, incluindo os valores de uma sociedade e sua experiência de guerra e violência, e não a qualquer princípio ético absoluto. Casos de resistência civil podem ser encontrados ao longo da história e em muitas lutas modernas, tanto contra governantes tirânicos quanto contra governos democraticamente eleitos. Mahatma Gandhi liderou a primeira campanha de resistência civil documentada (usando três táticas primárias: desobediência civil, marchas e criação de instituições paralelas) para libertar a Índia do imperialismo britânico. O fenômeno da resistência civil é frequentemente associado ao avanço dos direitos humanos e da democracia.

## Razões para escolher usar a resistência civil

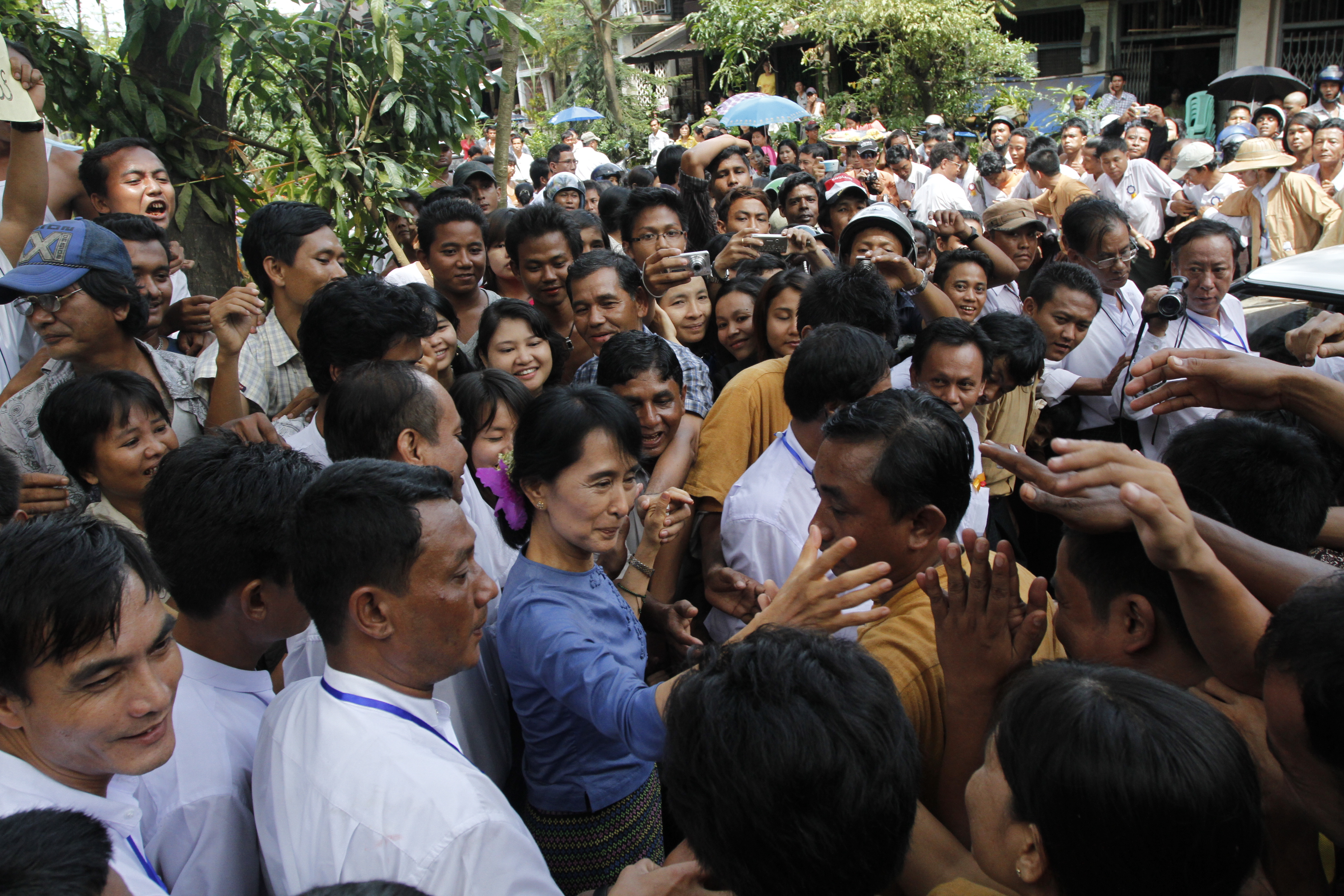
Aung San Suu Kyi, líder pró-democracia birmanesa, cumprimentando apoiadores do Estado de Bago, Birmânia, 14 de agosto de 2011. Ela afirmou que se sentiu atraída pela resistência civil não violenta, não por motivos morais, mas "por motivos políticos práticos". Foto: Htoo Tay Zar

Alguns líderes das lutas de resistência civil pediram o uso de métodos não violentos principalmente por razões éticas, enquanto outros enfatizaram considerações práticas. Alguns indicaram que esses dois tipos de fatores devem ser levados em consideração – e que eles necessariamente se sobrepõem.
Em seu capítulo sobre "Peregrinação à Não-Violência", Martin Luther King Jr. deu um relato notavelmente multifacetado das várias considerações, experiências e influências que constituíram sua "odisseia intelectual à não-violência". Em 1954, isso levou à convicção intelectual de que "a resistência não-violenta era uma das armas mais potentes disponíveis para as pessoas oprimidas em sua busca por justiça social".
Alguns optaram pela resistência civil quando estavam em oposição ao governo, mas depois, quando no governo, adotaram ou aceitaram políticas e métodos de ação muito diferentes. Por exemplo, em uma de suas Conferências, transmitidas pela primeira vez em julho de 2011, Aung San Suu Kyi, ativista pró-democracia em Mianmar (antiga Birmânia), declarou: "Os ensinamentos de Gandhi sobre resistência civil não violenta e a maneira como ele colocou suas teorias em prática tornaram-se parte do manual de trabalho daqueles que mudariam administrações autoritárias por meios pacíficos. Fui atraído pelo caminho da não-violência, mas não por motivos morais, como alguns acreditam. Apenas por questões políticas práticas motivos". Posteriormente, como Conselheira de Estado de Mianmar a partir de 2016, ela sofreu muitas críticas, especialmente em relação ao fracasso em prevenir e condenar os assassinatos e expulsões do povo Rohingya no estado de Rakhine.

## Propostas de resistência civil como política externa de defesa
A promessa da resistência civil como meio de se opor ao regime opressivo levou a muitas propostas de que os países podem confiar, no todo ou em parte, na resistência civil como meio de defesa contra ataques externos (por exemplo, invasão) e usurpação interna (por exemplo, exemplo, golpe de estado). Os preparativos para tal resistência às vezes são vistos como potencialmente ajudando a deter tais ameaças em primeiro lugar. Vários termos têm sido usados para descrever a política de confiar em tal ação não militar por uma sociedade ou grupo social, ou o fenômeno geral de campanhas sustentadas em todo o país contra ataques externos ou regras ditatoriais. Esses termos - todos quase sinônimos - incluem "defesa pela resistência civil", "defesa não violenta", "defesa civil", "defesa de base civil". Para mais informações e referências a alguma literatura relevante, ver defesa social. Em resposta à ameaça russa, a Lituânia, em janeiro de 2022, tornou-se o primeiro país do mundo a adotar uma política de resistência civil em sua estratégia de defesa do país contra ameaças externas e ocupação.